# Markens gröda
Markens gröda (norska: Markens grøde) är en roman skriven av den norske författaren Knut Hamsun. Den gavs ut för första gången 1917 och bidrog till att Hamsun fick Nobelpriset i litteratur 1920. Den filmatiserades 1921 i regi av Gunnar Sommerfeldt, se Markens gröda.
Romanen är den episka berättelsen om Isak Sellanraa, som bryter ny mark i utkanten av en by i Nordnorge. Han är en människa som styrs av elementära livsbehov, och vars färdigheter blir satta på prov allteftersom utmaningarna hopar sig. Romanen har beskrivits som Hamsuns hyllning till naturen.
I boken uppträder också en länsman vid namn Geissler. Han är ständigt på resande fot och sätter igång en lokal gruvdrift. Han påminner mycket om Hamsun själv: Han vet vad som är rätt, men gör det inte. Han hjälper Isak, men slår sig inte själv till ro. Hamsun låter honom dessutom härstamma från Lom, som Hamsun själv kom från. Av alla Hamsuns fiktiva personer är det endast Geissler som kommer från Lom.
Vid publiceringen av den första svenska upplagan menade Ruben G:son Berg i sin recension att romanen var vida bättre än det mesta i den samtida norska litteraturen och att Hamsun med denna roman uppnått ställning som norsk nationalskald.